# Plumularia varians
Plumularia varians är en nässeldjursart som beskrevs av Chantal Billard 1911. Plumularia varians ingår i släktet Plumularia och familjen Plumulariidae. Inga underarter finns listade i Catalogue of Life.